# نسيج وعائي خشبي

مقطع عرضي لساق نبات الكتان:
1. النخاع
2. نسيج وعائي خشبي بدائي
3. نسيج وعائي خشبي
4. نسيج وعائي لحائي
5. النسيج الاسكلرنشيمي (ألياف اللحاء)
6. القشرة
7. البشرة

النسيج الوعائي الخشبي أو الكيسم (الاسم العلمي: Xylem) هو نسيج وعائي ينقل النسغ الناقص.
الوظيفة الأساسية للنسيج هي نقل المياه والمواد المعدنية.
في أوعية النباتات، يكون النسيج الوعائي الخشبي هو نسيج وعائي من اثنين في النباتات، الثاني هو اللحاء.

## الوظيفة
الخشب يقوم بنقل الماء والأملاح المعدنية من الجذور إلى مختلف أجزاء النبات، وهو المسؤول عن تعويض المياه المفقودة خلال عملية النتح والتركيب الضوئي.

## التركيب
تكون معظم الخلايا المميزة من النسيج الوعائي ذات قصبات طويلة تنقل الماء.تتميز الخلايا المستطيلة والأعضاء الوعائية بشكلها؛تكون الأعضاء الوعائية أقصر، وموصولة بأنابيب طويلة تدعى أوعية.
يحوي النسيج الوعائي الخشبي على متن ونسيج أرضي.